# Coppa Italia 1961/62

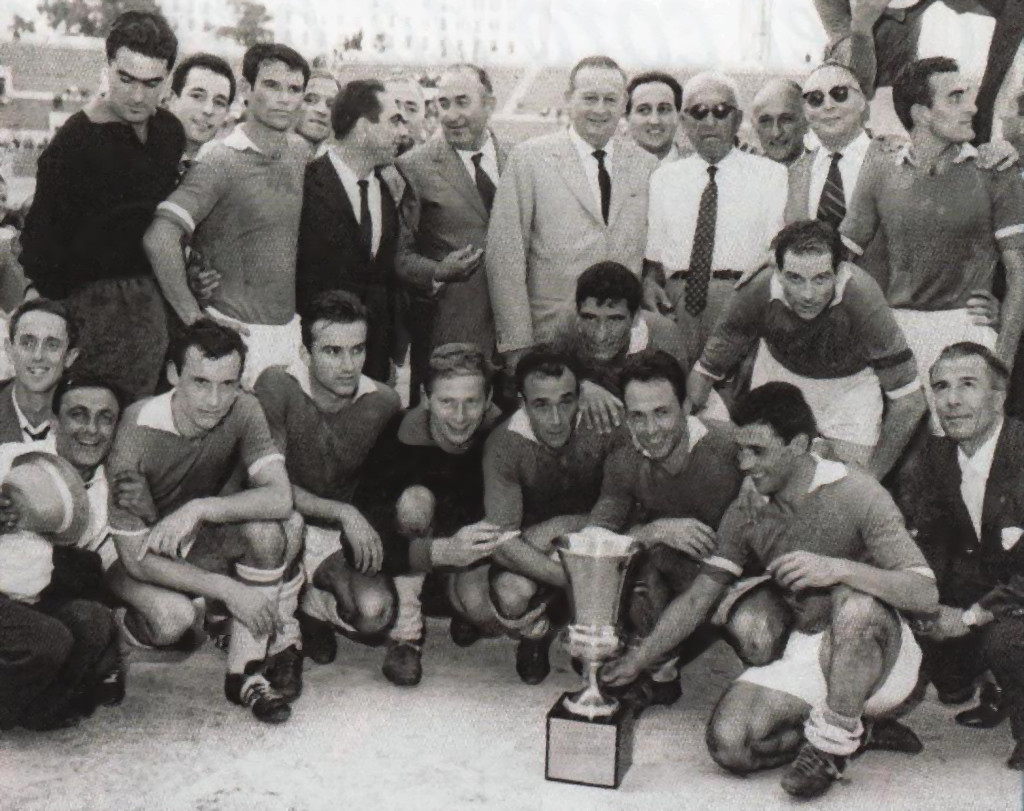
Die Siegermannschaft der AC Neapel.

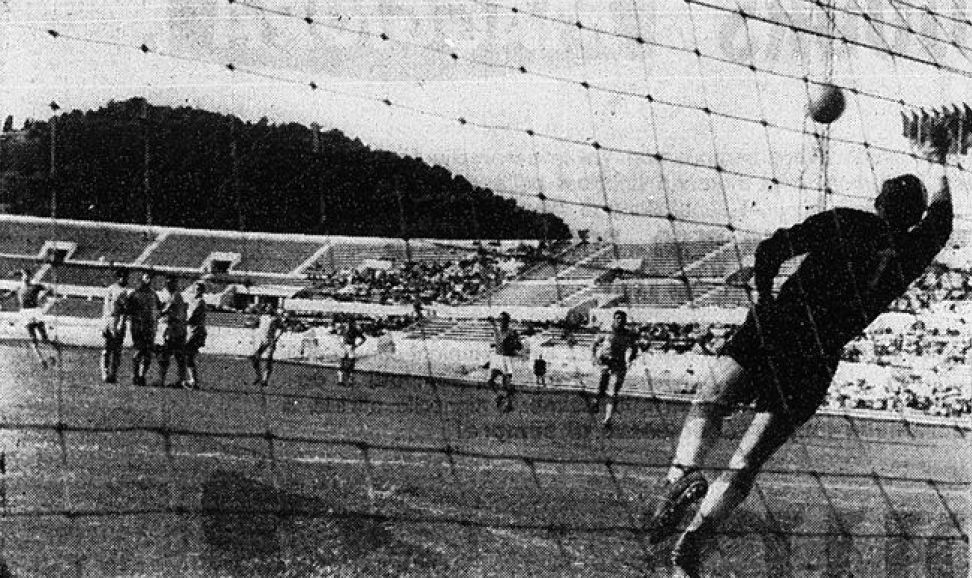
Das 1:0 durch Gianni Corelli.

Die Coppa Italia 1961/62, den Fußball-Pokalwettbewerb für Vereinsmannschaften in Italien der Saison 1961/62, gewann die AC Neapel. Napoli setzte sich im Endspiel gegen SPAL Ferrara durch und konnte die Coppa Italia zum ersten Mal überhaupt gewinnen. Mit 2:1 gewann die Mannschaft von Trainer Bruno Pesaola und wurde Nachfolger der AC Florenz, der sich im Vorjahr gegen Lazio Rom durchgesetzt hatte, diesmal aber bereits im Achtelfinale ausschied.
Als italienischer Pokalsieger 1961/62 qualifizierte sich die AC Neapel als Zweitligist für den Europapokal der Pokalsieger des folgenden Jahres, wo schon in der zweiten Runde gegen den ungarischen Vertreter Újpesti Dózsa SC das Aus kam.

## 1. Runde
|                   | Ergebnis              |                   |
| ----------------- | --------------------- | ----------------- |
| AC Brescia        | 3:1                   | AC Como           |
| Lazio Rom         | 3:1                   | CFC Genua         |
| FC Messina        | 2:1                   | AS Cosenza        |
| FC Modena         | 2:1                   | AC Reggiana       |
| AC Neapel         | 1:1 n. V. (6:5 i. E.) | US Alessandria    |
| AC Parma          | 0:1 n. V.             | AS Novara         |
| AC Prato          | 1:0                   | FC Lucca          |
| US Sambenedettese | 1:1 n. V. (3:4 i. E.) | FC Catanzaro      |
| Simmenthal Monza  | 0:3                   | AS Bari           |
| Hellas Verona     | 2:0                   | Pro Patria Calcio |

## 2. Runde
|               | Ergebnis              |                  |
| ------------- | --------------------- | ---------------- |
| Hellas Verona | 1:1 n. V. (5:6 i. E.) | SPAL Ferrara     |
| AS Novara     | 2:0                   | Udinese Calcio   |
| AC Mailand    | 0:1                   | FC Modena        |
| AC Lecco      | 3:2 n. V.             | AS Bari          |
| AC Padova     | 0:2                   | AC Brescia       |
| AC Prato      | 2:3                   | Juventus Turin   |
| Lazio Rom     | 1:0                   | US Palermo       |
| AC Neapel     | 0:0 n. V. (7:6 i. E.) | Sampdoria Genua  |
| FC Bologna    | 1:1 n. V. (6:7 i. E.) | FC Catanzaro     |
| CC Catania    | 1:0                   | FC Messina       |
| AC Florenz    | 2:0                   | Atalanta Bergamo |
| Ozo Mantova   | 1:0                   | AC Venedig       |

## Achtelfinale
|                   | Ergebnis              |                |
| ----------------- | --------------------- | -------------- |
| Lanerossi Vicenza | 1:2                   | SPAL Ferrara   |
| Inter Mailand     | 1:2                   | AS Novara      |
| AC Lecco          | 4:1                   | FC Modena      |
| AC Brescia        | 0:1                   | Juventus Turin |
| AS Rom            | 0:0 n. V. (6:4 i. E.) | Lazio Rom      |
| AC Turin          | 0:2                   | AC Neapel      |
| FC Catanzaro      | 1:0 n. V.             | CC Catania     |
| Ozo Mantova       | 4:1                   | AC Florenz     |

## Viertelfinale
|                | Ergebnis |              |
| -------------- | -------- | ------------ |
| Juventus Turin | 3:0      | AC Lecco     |
| SPAL Ferrara   | 3:1      | AS Novara    |
| AS Rom         | 0:1      | AC Neapel    |
| Ozo Mantova    | 3:0      | FC Catanzaro |

## Halbfinale
|              | Ergebnis |                |
| ------------ | -------- | -------------- |
| SPAL Ferrara | 4:1      | Juventus Turin |
| AC Neapel    | 2:1      | Ozo Mantova    |

## Finale
| AC Neapel                              | AC Neapel | SPAL Ferrara | SPAL Ferrara |
| -------------------------------------- | --- | --- | ------------ |
| AC Neapel                              | \| Finale \| \| 21. Juni 1962 in Rom (Stadio Olimpico) \| \| Ergebnis: 2:1 (1:1) \| \| Schiedsrichter: Pietro Bonetto \|                                                                                           | \| Finale \| \| 21. Juni 1962 in Rom (Stadio Olimpico) \| \| Ergebnis: 2:1 (1:1) \| \| Schiedsrichter: Pietro Bonetto \|                                                                                            | SPAL Ferrara |
| AC Neapel                              | Walter Pontel – Giovanni Molino, Mauro Gatti, Pierluigi Ronzon – Antonio Girardo, Rosario Rivellino, Ugo Tomeazzi, Achille Fraschini, Juan Carlos Tacchi – Gianni Corelli, Amos Mariani Cheftrainer: Bruno Pesaola | Edo Patregnani – Manlio Muccini, Gennaro Olivieri, Adolfo Gori, Sergio Cervato – Osvaldo Riva, Carlo Dell’Omodarme, Oscar Massei, Silvano Mencacci, Dante Micheli – Alberto Novelli Cheftrainer: Serafino Montanari | SPAL Ferrara |
| AC Neapel                              | 1:0 Gianni Corelli (12.) 2:1 Pierluigi Ronzon (78.) | 1:1 Dante Micheli (16.) | SPAL Ferrara |
| Finale                                 | | |              |
| 21. Juni 1962 in Rom (Stadio Olimpico) | | |              |
| Ergebnis: 2:1 (1:1)                    | | |              |
| Schiedsrichter: Pietro Bonetto         | | |              |